# Ayu-mi-x
ayu-mi-x es el primer álbum compilación de remixes de la cantante japonesa Ayumi Hamasaki, lanzado al mercado el día 17 de marzo del año 1999 bajo el sello avex trax.

## Detalles
El álbum es el primero de esta gama para Ayumi Hamasaki, y contiene solo remixes de las canciones originales presentes en "A Song for ××", su primer álbum de estudio lanzado algunos meses antes de este trabajo.
Se dividió en dos álbumes de remixes muy diferentes: el primero, ayu-mi-x Club Side contenía remezclas bailables de los temas de su primer álbum, la mayoría orientados al género del House; el segundo, あゆ・み・っくす Acoustic Orchestra Side era un disco que contenía versiones acústicas de los temas del álbum, con influencias claras de música clásica. La diferencia entre los dos álbumes se ve apreciada también en que el álbum tiene dos portadas una en cada lado de la caja del álbum. El de las versiones bailables muestra a una Ayumi con peinados y maquillaje futuristas, en cambio el segundo apenas muestra a Ayumi con un vestido, lleno de simplicidad.

## Canciones

### ayu-mi-x Club Side
1. Poker Face "D-Z Spiritual Guidance Mix"
2. Hana "D-Z DEADLY ROSE APPROACH"
3. SIGNAL "Y&CO.TASTE"
4. Depend on you "dub's electro remix"
5. FRIEND II "MAKE MY MAD MIX"
6. Hana "dub's trance remix"
7. POWDER SNOW "dub's sentimental remix"
8. Trust "GROOVE THAT SOUL MIX"
9. SIGNAL "GROOVE THAT SOUL MIX"
10. As if... "DJ TURBO WISH MIX"
11. YOU "MASTERS OF FUNK R&B REMIX"
12. from your letter "DJ HASEBE REMIX"
13. Two of us "rub delight mix"
14. A Song for ×× "dub's loverdub remix"

### あゆ・み・っくす Acoustic Orchestra Side
1. Prologue "Acoustic Orchestra Version"
2. A Song for ×× "Acoustic Orchestra Version"
3. Hana "Acoustic Orchestra Version"
4. poker face "Acoustic Orchestra Version"
5. Wishing "Acoustic Orchestra Version"
6. YOU "Acoustic Orchestra Version"
7. As if... "Acoustic Orchestra Version"
8. POWDER SNOW "Acoustic Orchestra Version"
9. Depend on you "Acoustic Orchestra Version"
10. For My Dear... "Acoustic Orchestra Version"
11. Wishing "REFRESHING MIX"
12. YOU "FINE MIX"
13. from your letter "Dub you crazy mix"

| Antecesor | Álbumes de Remixes de Ayumi Hamasaki | Sucesor                            |
| --------- | ------------------------------------ | ---------------------------------- |
|           | Álbumes de Remixes de Ayumi Hamasaki | SUPER EUROBEAT presents ayu-ro mix |

- Datos: Q2699539